# Nikolai Grigorjewitsch Tschudnenko
Nikolai Grigorjewitsch Tschudnenko (russisch Николай Григорьевич Чудненко; geboren 1891 im Dorf Nowaja Tschigla im Gouvernement Woronesch; gestorben 1958 in Barnaul) war von November 1923 bis Mai 1925 Vorsitzender des Exekutivkomitees von Mariupol.

## Auszeichnungen
Er wurde mit dem Leninorden, dem Roten Stern, dem Roten Banner der Arbeit, dem Ehrenabzeichen und anderen Medaillen ausgezeichnet, darunter „Für die Verteidigung von Stalingrad“.

## Straßenname
Der Name Tschudnenko N.G. wurde einer der Straßen von Barnaul zugewiesen.